# Contea di Tanchang
La contea di Tanchang (宕昌县S, TànchāngP) è una contea della Cina, situata nella provincia del Gansu.